# Georg Germann
Georg Germann (Bázel, 1935. január 5. – Bern, 2016. szeptember 11.) svájci építészettörténész, a Zürichi Magyar Történelmi Egyesület alapító tagja.

## Életpályája
1935. január 5-én, született a svájci Bázelben. Apja Adolf Germann Oscar a Basel Egyetem büntetőjogi professzora, anyja Carl Martin ügyvéd lánya, Elisabet volt. Művészettörténetet tanult Bázelben Joseph Gantner, Emil Maurer és Hans Reinhardt mellett, valamint Párizsban és Rómában. Bázel egyetemén végzett 1962-ben és doktorált 1971-ben.
Bázelben, azonkívül Zürichben, Bernben, Lausanne-ban, Neuchâtel és Genf egyetemén tanított. A berni egyetem tiszteletbeli tanára volt 1992 óta. Tudományos szakterülete volt az építéselmélet története.
1962–1967 között tudományos kutatóként dolgozott, mint az argaúi műemlékek felmérője 1962–1967, majd a Svájci Nemzeti Alapítványnál. 1973 és 1977 között vezette az újabb svájci építészet felmérését (eddig 8 kötet), majd a Zürichben székelő Svájci Művészettudományi Intézet kiadványait. Zürichi éveiben először tagja, majd elnöke volt a Kanton Műemlékvédelmi Bizottságának. 1984-től 1996 végéig a Berni Történelmi Múzeum igazgatója volt.
Georg Germann 1976-ban feleségül vette Katharina Christent, két gyermekük (ikrek) született, Frauenfeldben éltek.
Bernben hunyt el, 2016. szeptember 11-én, 81 évesen.

## Munkái
- Gothic Revival in Europe and Britain: Sources, Influences, and Ideas (1972)
- Neugotik: Geschichte ihrer Architekturtheorie (1972)
- Einführung in die Geschichte der Architekturtheorie (1980)
- Aux origines du patrimoine bâti (2009)
- Vitruvius és Vitruvianizmus (Bevezetés az építészeti elmélet történetébe, 2016)
- A Berni Történelmi Múzeum magyar emlékei